# 俄罗斯独立工会联合会
俄罗斯独立工会联合会（俄语：Федерация Независимых Профсоюзов России，羅馬化：Federatsiya Nezavisimykh Profsoyuzov Rossii，缩写为俄语：/FNPR）是俄罗斯的一个工会联合会，成立于1990年11月，由120个全俄或地方级别工会组成，截止2021年初约有1940万名会员。1992年，俄罗斯独立工会联合会从全苏工会中央理事会继承其大多数资产，但资产在私有化浪潮中又大量从工会流出。在俄罗斯政治中，俄罗斯独立工会联合会被认为较为亲近雇主与执政党统一俄罗斯。该会是国际工会联合会和工会总联合会的成员。